# Delphinium trisectum
Delphinium trisectum är en ranunkelväxtart som beskrevs av Wen Tsai Wang. Delphinium trisectum ingår i släktet storriddarsporrar, och familjen ranunkelväxter. Inga underarter finns listade i Catalogue of Life.